# 钱福永
钱福永（1965年1月—），男，汉族，山东莒县人，中华人民共和国政治人物。现任黑龙江省政协副主席，黑龙江省体育局局长，民盟黑龙江省委主委。
2023年1月14日，当选黑龙江省政协副主席。